# Oleg Bryjak
Oleg Bryjak (russisch Олег Брыжак/Oleg Bryschak; geboren am 27. Oktober 1960 in Dscheskasgan, Kasachische SSR, UdSSR; gestorben am 24. März 2015 in Prads-Haute-Bléone, Département Alpes-de-Haute-Provence, Frankreich) war ein kasachisch-deutscher Opernsänger (Bassbariton).

## Leben
Oleg Bryjak absolvierte eine Ausbildung an der Musikschule in Karaganda und studierte am Kasachischen Nationalkonservatorium. Nachdem er an der Lemberger Oper, dem Opernhaus in Tscheljabinsk und dem Mariinski-Theater aufgetreten war, debütierte er 1991 am Badischen Staatstheater Karlsruhe. Seit 1996 war er festes Ensemblemitglied der Deutschen Oper am Rhein und hier als Leporello, Amonasro, Falstaff, Rigoletto und in vielen anderen Rollen zu hören. Zu seinen Paraderollen zählte der Alberich aus Wagners Der Ring des Nibelungen, mit der er 1998 an der Wiener Staatsoper debütierte.
Bryjak war in Stuttgart zu sehen und zu hören, gastierte auch in Paris, Zürich, an der Staatsoper Berlin und an der Deutschen Oper Berlin. In Tokio war er mit der Staatsoper Berlin unter dem Dirigenten Daniel Barenboim auch als Alberich zu sehen. Ab 1998 war er ein ständiger Gast der Staatsoper Wien. Alberich wurde zu einer Paraderolle von Bryjak; er gab ihn von 2003 bis 2005 auch an der Lyric Opera of Chicago, 2004 in London in der Royal Albert Hall und in Baden-Baden unter dem Dirigat von Simon Rattle als TV/Radio-Übertragung. Von 2005 bis 2006 gab er den Klingsor unter dem Dirigat von Ingo Metzmacher in Amsterdam. Seine letzten Engagements hatte er in Barcelona und am Staatstheater Karlsruhe. Als Konzertsänger war er unter anderem in Nürnberg, Madrid und beim Stravinsky-Festival in Turin zu hören.
Im Sommer 2014 sang er den Alberich auch bei den Bayreuther Festspielen, auch im Sommer 2015 sollte er hier den Alberich geben.
Bryjak starb am 24. März 2015 im Alter von 54 Jahren mit seiner Kollegin Maria Radner und deren Mann und Kind beim Absturz von Germanwings-Flug 9525. Sein Grab befindet sich im Willicher Ortsteil Neersen am Niederrhein.

## Ehrungen
- 2015: Ehrenmitglied der Deutschen Oper am Rhein (postum)[5]